# Reconhecimento internacional de Israel

Israel
Países que reconhecem Israel
Países que suspenderam ou cortaram relações com Israel
Países que retiraram seus reconhecimentos de Israel
Países que nunca reconheceram Israel

O Reconhecimento internacional de Israel refere-se ao Reconhecimento diplomático do Estado de Israel, que foi estabelecido pela Declaração de Independência do Estado de Israel em 14 de maio de 1948. O status de Israel é contestado devido ao Conflito israelo-palestino. Dos 192 outros Estados-membros das Nações Unidas (ONU), 164 atualmente reconhecem Israel.

## História

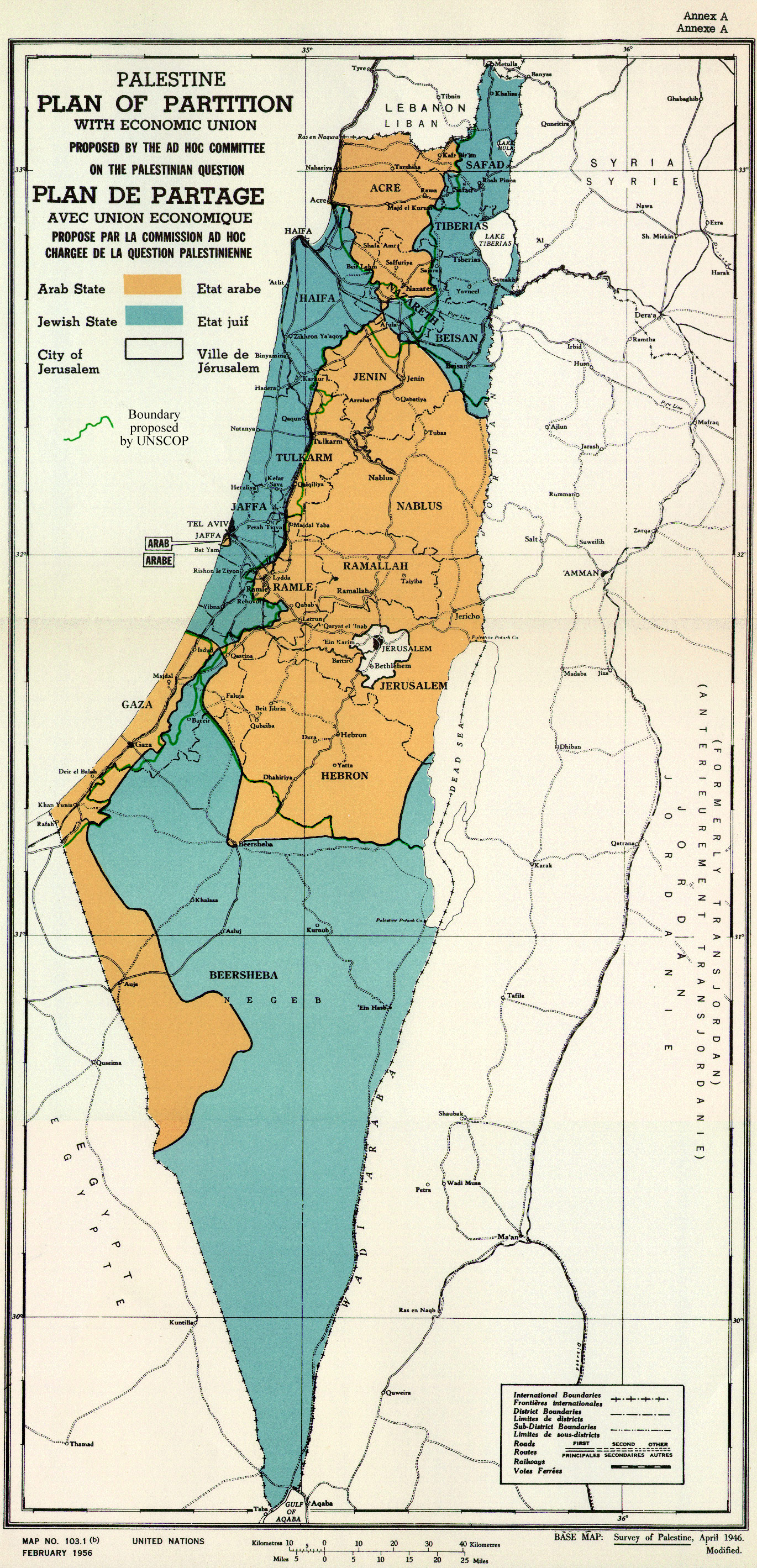
Resolução da Assembléia Geral do Plano das Nações Unidas para as Nações Unidas para a partição da Palestina

Em 29 de novembro de 1947, a Assembleia Geral das Nações Unidas adotou uma resolução recomendando um Plano das Nações Unidas para a partição da Palestina em um Estado árabe e um Estado judeu com uma moeda comum, um mercado comum e com autoridades políticas das Nações Unidas para uma coordenação conjunta. Jerusalém se tornaria uma cidade internacional. No dia seguinte, começou a Guerra da Independência de Israel. À noite, antes do fim do mandato britânico da Palestina, que terminaria na meia-noite entre 14 e 15 de maio de 1948, David Ben-Gurion aceitou a partição e declarou o estabelecimento de um estado judeu na Terra de Israel que é conhecido como o Estado de Israel. Os Estados árabes vizinhos se opuseram a qualquer partição do território. Em um programa de cabo, a Liga Árabe declarou que:
- Os estados árabes são forçados a intervir para restaurar a lei e a ordem e verificar o derramamento de sangue;
- O mandato sobre a Palestina chegou ao fim, sem deixar qualquer autoridade legalmente constituída;
- A única solução para o problema palestino é o estabelecimento de um Estado palestino unitário.

Nos próximos dias, os exércitos do Egito, Jordânia, Iraque e Síria entrariam no antigo território do Mandato ocasionando a Guerra árabe-israelense de 1948.

## Lista por país
|  | = Estados que não reconhecem formalmente Israel. |
|  | = Estados que retiraram o reconhecimento.        |
|  | = Estados que reconhecem Israel                  |

### Estados membros da ONU
|     | Estado                          | Data de reconhecimento de facto | Data de reconhecimento de jure | Notas |
| --- | ------------------------------- | ------------------------------- | ------------------------------ | --- |
| —   | Afeganistão                     | —                               | —                              | Não aceita passaportes israelenses. |
| 1   | Albânia                         | —                               | 16 de abril de 1949            | Relações diplomáticas estabelecidas em 20 de agosto de 1991. |
| —   | Argélia                         | —                               | —                              | Não aceita passaportes israelenses. |
| 2   | Andorra                         | —                               | 13 de abril de 1994            | |
| 3   | Angola                          | —                               | 16 de abril de 1992            | Data de estabelecimento das relações diplomáticas. |
| 4   | Antígua e Barbuda               | —                               | 22 de junho de 1983            | Data de estabelecimento das relações diplomáticas. |
| 5   | Argentina                       | —                               | 14 de fevereiro de 1949        | |
| 6   | Armênia                         | —                               | 4 de abril de 1992             | Data de estabelecimento das relações diplomáticas. |
| 7   | Austrália                       | —                               | 29 de janeiro de 1949          | |
| 8   | Áustria                         | 15 de março de 1949             | 8 de maio de 1956              | Data de estabelecimento das relações diplomáticas. Antes disso, os dois países mantiveram relações consulares desde 1950. Como as delegações foram elevadas ao nível da embaixada em 1959. |
| 9   | Azerbaijão                      | —                               | 7 de abril de 1992             | Data de estabelecimento das relações diplomáticas. |
| 10  | Bahamas                         | —                               | 24 de setembro de 1974         | Data de estabelecimento das relações diplomáticas. |
| 11  | Bahrein                         | 11 de setembro de 2020          | 15 de setembro de 2020         | Acordo para normalização das relações assinado em 15 de setembro de 2020. |
| —   | Bangladesh                      | —                               | —                              | Não aceita passaportes israelenses. |
| 12  | Barbados                        | —                               | 29 de agosto de 1967           | Data de estabelecimento das relações diplomáticas. |
| 13  | Bielorrússia                    | 11 de maio de 1949              | 26 de maio de 1992             | Data de estabelecimento das relações diplomáticas. |
| 14  | Bélgica                         | —                               | 15 de janeiro de 1950          | |
| —   | Belize                          | —                               | 6 de setembro de 1984          | Belize rompeu as relações diplomáticas com Israel em novembro de 2023. |
| 15  | Benim                           | —                               | 5 de dezembro de 1961          | Data de estabelecimento das relações diplomáticas. Os Relacionamentos quebraram em outubro de 1973, e eles retomaram em julho de 1992. |
| 16  | Butão                           | —                               | 12 de dezembro de 2020         | Data de estabelecimento das relações diplomáticas. |
| 17  | Bolívia                         | 22 de fevereiro de 1949         | 24 de fevereiro de 1949        | Bolivia rompeu relações com Israel em janeiro de 2009. |
| 18  | Bósnia e Herzegovina            | —                               | 26 de setembro de 1997         | Data de estabelecimento das relações diplomáticas. |
| 21  | Botswana                        | [ quando? ]                     | [ quando? ]                    | Rompeu relações em novembro de 1973, e se restauraram em dezembro de 1993. |
| 22  | Brasil                          | —                               | 7 de fevereiro de 1949         | |
| —   | Brunei                          | —                               | —                              | Não aceita passaportes israelenses e os passaportes de Brunei não são válidos para viajar para Israel. |
| 23  | Bulgária                        | —                               | 4 de dezembro de 1948          | As Relações foram rompidas em 10 de junho de 1967 e restauradas em 3 de maio de 1990. |
| 24  | Burquina Fasso                  | —                               | 5 de julho de 1961             | Data de estabelecimento das relações diplomáticas. As Relações partiram em outubro de 1973 e foram restauradas em outubro de 1993. |
| 25  | Burundi                         | [ quando? ]                     | [ quando? ]                    | Relações quebradas em maio de 1973, restauradas em março de 1995. |
| 26  | Camboja                         | —                               | 30 de agosto de 1960           | Data de estabelecimento das relações diplomáticas. Camboja rompeu relações em 1975; e foram restauradas em 5 de outubro de 1993. |
| 27  | Camarões                        | —                               | 15 de setembro de 1960         | Datas desta eleição relações diplomáticas. As relações rompidas em outubro de 1973 e foram restauradas em agosto de 1986. |
| 28  | Canadá                          | —                               | 11 de maio de 1949             | |
| 29  | Cabo Verde                      | —                               | 17 de julho de 1994            | Data de estabelecimento das relações diplomáticas. |
| 30  | República Centro-Africana       | [ quando? ]                     | [ quando? ]                    | As relações foram rompidas em outubro de 1973, e foram retomadas em janeiro de 1991. |
| 31  | Chade                           | —                               | 10 de janeiro de 1961          | As relações foram estabelecidas em 1961, mas romperam em 28 de novembro de 1972. Em 2005, houve relatos de uma intenção mútua de renovar as relações diplomáticas. Relações restauradas em janeiro de 2019. |
| 32  | Chile                           | —                               | 5 de fevereiro de 1949         | |
| 33  | China                           | —                               | 24 de janeiro de 1992          | A República da China concedeu a reconhecimento "de jure" a Israel em 1º de março de 1949. Os dois estados mantêm relações diplomáticas até o reconhecimento de Israel da República Popular da China em 8 de janeiro de 1950. A República Popular da China, no entanto, não correspondeu formalmente até o eventual estabelecimento de relações diplomáticas em 1992. |
| 34  | Colômbia                        | —                               | 1 de fevereiro de 1949         | |
| —   | Comores                         | —                               | —                              | |
| 35  | República do Congo              | —                               | 9 de novembro de 1960          | Data de estabelecimento das relações diplomáticas. Rompeu relações em 31 de Dezembro de 1972, sendo restaurado em agosto de 1991. |
| 36  | República Democrática do Congo  | —                               | 26 de junho de 1960            | Data de estabelecimento das relações diplomáticas. Rompeu relações em 4 de outubro de 1973 e restaurou em 13 de maio de 1982. |
| 37  | Costa Rica                      | —                               | 19 de junho de 1948            | |
| 38  | Costa do Marfim                 | 15 de fevereiro de 1961         | 24 de maio de 1961             | Data de estabelecimento das relações diplomáticas. Antes dessa data, eles mantinham relações comerciais desde 15 de fevereiro de 1961. Eles romperam relações em novembro de 1973, retomando em fevereiro de 1986. |
| 39  | Croácia                         | —                               | 4 de setembro de 1997          | Data de estabelecimento das relações diplomáticas. |
| —   | Cuba                            | 14 de janeiro de 1949           | 18 de abril de 1949            | Cuba rompeu relações em setembro de 1973 e o atual governo não reconhece Israel. |
| 40  | Chipre                          | —                               | 21 de janeiro de 1961          | Data de estabelecimento das relações diplomáticas. Eles firmaram acordo em 17 de agosto de 1960, mas o acordo final foi adiado devido à pressão das nações árabes. |
| 41  | Chéquia                         | —                               | 18 de maio de 1948             | Ou reconhecimento estendido em Checoslováquia. Relações sob a Checoslováquia partiu entre junho de 1967 e fevereiro de 1990. As relações diplomáticas foram estabelecidas com a República Checa em 1º de janeiro de 1993. |
| 42  | Dinamarca                       | 2 de fevereiro de 1949          | 12 de julho de 1950            | |
| —   | Djibuti                         | —                               | —                              | |
| 43  | Dominica                        | —                               | Janeiro de 1978                | Data de estabelecimento das relações diplomáticas. |
| 44  | República Dominicana            | —                               | 29 de dezembro de 1948         | |
| 45  | Equador                         | —                               | 2 de fevereiro de 1949         | |
| 46  | Egito                           | —                               | 26 de março de 1979            | Signatário dá Resolução de Cartum. Mais tarde, tornou-se o primeiro estado árabe a reconhecer Israel, com o Tratado de Paz entre o Egito e Israel. |
| 47  | El Salvador                     | —                               | 11 de setembro de 1948         | |
| 48  | Guiné Equatorial                | [ quando? ]                     | [ quando? ]                    | Relações quebradas em outubro de 1973, restaurando-as em janeiro de 1994. |
| 49  | Eritreia                        | —                               | 6 de maio de 1993              | Data de estabelecimento das relações diplomáticas. |
| 50  | Estónia                         | —                               | 9 de janeiro de 1992           | Data de estabelecimento das relações diplomáticas. |
| 51  | Etiópia                         | —                               | 24 de outubro de 1961          | Antes da reconcepção de jure, a Etiópia manteve relações consulares com Israel desde 1956. Quando as relações fracassaram em 1973, ela foi retomada em novembro de 1989. |
| 52  | Fiji                            | —                               | Agosto de 1970                 | Data de estabelecimento das relações diplomáticas. |
| 53  | Finlândia                       | 11 de junho de 1948             | 18 de março de 1949            | |
| 54  | França                          | —                               | 24 de janeiro de 1949          | |
| 55  | Gabão                           | —                               | 29 de setembro de 1993         | Relações quebradas em outubro de 1973, restaurando-as em setembro de 1993. |
| 56  | Gâmbia                          | —                               | [ quando? ]                    | Relações quebradas em outubro de 1973, restaurando-as em setembro de 1992. |
| 57  | Geórgia                         | —                               | 1 de junho de 1992             | Data de estabelecimento das relações diplomáticas |
| 58  | Alemanha                        | 10 de setembro de 1952          | 12 de maio de 1965             | Data de estabelecimento das relações diplomáticas. Antes disso, a Alemanha assinou o acordo de reparações com Israel. |
| 59  | Gana                            | —                               | [ quando? ]                    | Relações quebradas em outubro de 1973, restaurando-as em agosto de 1994. |
| 60  | Grécia                          | 15 de março de 1949             | 21 de maio de 1990             | Data de estabelecimento das relações diplomáticas. |
| 61  | Granada                         | —                               | Janeiro de 1975                | Data de estabelecimento das relações diplomáticas. |
| 62  | Guatemala                       | —                               | 19 de maio de 1948             | |
| 63  | Guiné                           | —                               | [ quando? ]                    | Rompeu relações com Israel em 12 de junho de 1967. Restaurada em julho de 2016. |
| 64  | Guiné-Bissau                    | —                               | Março de 1994                  | Data de estabelecimento das relações diplomáticas. |
| 65  | Guiana                          | —                               | [ quando? ]                    | Rompeu relações em março de 1974, restaurado em março de 1992. |
| 66  | Haiti                           | 26 de fevereiro de 1949         | Janeiro de 1950                | Data de estabelecimento das relações diplomáticas. |
| 67  | Honduras                        | 11 de setembro de 1948          | 8 de novembro de 1948          | |
| 68  | Hungria                         | 24 de maio de 1948              | 1 de junho de 1948             | Relações quebradas em 1967, restaurando-as em 19 de setembro de 1989. |
| 69  | Islândia                        | 11 de fevereiro de 1949         | [ quando? ]                    | |
| 70  | Índia                           | —                               | 17 de setembro de 1950         | |
| —   | Indonésia                       | —                               | —                              | Você só pode viajar para a Indonésia com um convite do Departamento de Imigração da Indonésia. Cidadãos gerais israelenses estão proibidos de entrar no país. |
| —   | Irão                            | 14 de março de 1950             | [ quando? ]                    | Votaram contra o Plano de Partição da ONU, reconheceu Israel, mas votou contra a admissão de Israel como membro da ONU. Corte de relações no final de 1979. Não aceita passaportes israelenses e os titulares de passaportes iranianos "não têm o direito de viajar para a Palestina ocupada"                                                                        |
| —   | Iraque                          | —                               | —                              | Não aceita passaportes israelenses. |
| 71  | Irlanda                         | 12 de fevereiro de 1949         | Maio de 1963                   | |
| 72  | Itália                          | 8 de fevereiro de 1949          | 19 de janeiro de 1950          | |
| 73  | Jamaica                         | Janeiro de 1962                 | —                              | |
| 74  | Japão                           | —                               | 15 de maio de 1952             | |
| 75  | Jordânia                        | —                               | 26 de outubro de 1994          | Signatário da Resolução de Cartum. Reconhece Israel no tratado de paz entre Israel e a Jordânia. |
| 76  | Cazaquistão                     | —                               | 10 de abril de 1992            | Data de estabelecimento das relações diplomáticas |
| 77  | Quênia                          | —                               | Dezembro de 1963               | Relações quebradas em novembro de 1973, retomada em dezembro de 1988. |
| 78  | Kiribati                        | —                               | 21 de maio de 1984             | Data de estabelecimento das relações diplomáticas |
| —   | Coreia do Norte                 | —                               | —                              | |
| 79  | Coreia do Sul                   | —                               | 10 de abril de 1962            | Data de estabelecimento das relações diplomáticas. |
| —   | Kuwait                          | —                               | —                              | Não aceita passaportes israelenses. |
| 80  | Quirguistão                     | —                               | Março de 1992                  | |
| 81  | Laos                            | —                               | Fevereiro de 1957              | Data de estabelecimento das relações diplomáticas. O Laos rompeu relações em 1973 e as restaurou em 6 de dezembro de 1993. |
| 82  | Letônia                         | —                               | 6 de janeiro de 1992           | Data de estabelecimento das relações diplomáticas. |
| —   | Líbano                          | —                               | —                              | Não aceita passaportes israelenses. Os titulares de passaportes com visto ou carimbo israelense serão impedidos de entrar. |
| 83  | Lesoto                          | —                               | [ quando? ]                    | |
| 84  | Libéria                         | 11 de fevereiro de 1949         | [ quando? ]                    | Quebraram relações em novembro de 1973, restaurando-as em agosto de 1983. |
| —   | Líbia                           | —                               | —                              | Não aceita passaportes israelenses. |
| 85  | Liechtenstein                   | —                               | Janeiro de 1992                | |
| 86  | Lituânia                        | —                               | 8 de janeiro de 1992           | Data de estabelecimento das relações diplomáticas. |
| 87  | Luxemburgo                      | 11 de maio de 1949              | 16 de janeiro de 1950          | |
| 88  | Macedônia do Norte              | —                               | 7 de dezembro de 1995          | Data de estabelecimento das relações diplomáticas. |
| 89  | Madagáscar                      | —                               | Janeiro de 2012                | Relações quebradas em outubro de 1973, restaurando-as em janeiro de 1994. |
| 90  | Malawi                          | —                               | Julho de 1964                  | Data de estabelecimento das relações diplomáticas. |
| —   | Malásia                         | —                               | —                              | Não admite portadores de passaportes israelenses sem permissão por escrito do governo. |
| —   | Maldivas                        | —                               | 29 de outubro de 1965          | Relações diplomáticas suspensas em 1974. Acordos de cooperação em 2009 não desenvolveram-se em relações diplomáticas completas. E foram encerradas em 2014. |
| —   | Mali                            | —                               | Janeiro de 2012                | Relações quebradas em 5 de janeiro de 1973. |
| 91  | Malta                           | Janeiro de 1965                 | Dezembro de 1965               | Data de estabelecimento das relações diplomáticas. |
| 92  | Ilhas Marshall                  | —                               | 16 de setembro de 1987         | |
| —   | Mauritânia                      | —                               | 28 de outubro de 1999          | Relações quebradas em 6 de março de 2009, cortada em 21 de março de 2010. |
| 93  | Ilhas Maurícias                 | —                               | [ quando? ]                    | Romperam relações em julho de 1976, restaurando-as em setembro de 1993. |
| 94  | México                          | 11 de maio de 1949              | 4 de abril de 1952             | |
| 95  | Estados Federados da Micronésia | —                               | 23 de novembro de 1988         | Data de estabelecimento das relações diplomáticas. |
| 96  | Moldávia                        | —                               | 22 de junho de 1992            | |
| 97  | Mónaco                          | —                               | Janeiro de 1964                | |
| 98  | Mongólia                        | —                               | 2 de outubro de 1991           | |
| 99  | Montenegro                      | —                               | 12 de julho de 2006            | |
| 100 | Marrocos                        | 1 de setembro de 1994           | —                              | Acordo para normalização das relações anunciado em 10 de dezembro de 2020. |
| 101 | Moçambique                      | —                               | 23 de julho de 1993            | |
| 102 | Myanmar                         | —                               | 13 de julho de 1953            | Relações diplomáticas establecidas. |
| 103 | Namíbia                         | —                               | 11 de fevereiro de 1994        | |
| 104 | Nauru                           | —                               | Dezembro de 1994               | |
| 105 | Nepal                           | —                               | 1 de junho de 1960             | Data de estabelecimento das relações diplomáticas. |
| 106 | Países Baixos                   | 11 de maio de 1949              | 16 de janeiro de 1950          | |
| 107 | Nova Zelândia                   | 29 de janeiro de 1949           | 18 de julho de 1950            | |
| 108 | Nicarágua                       | —                               | 18 de maio de 1948             | Em junho de 2010, a Nicarágua suspendeu as relações diplomáticas com Israel. |
| —   | Níger                           | —                               | —                              | As realações foram cortadas em 4 de janeiro de 1973. |
| 109 | Nigéria                         | 1960                            | Novembro de 2011               | Relações quebradas em outubro de 1973, restaurando-as em maio de 1992. |
| 110 | Noruega                         | —                               | 4 de fevereiro de 1949         | |
| —   | Omã                             | 28 de janeiro de 1996           | —                              | Não aceita passaportes israelenses. |
| —   | Paquistão                       | —                               | —                              | Não aceita passaportes israelenses e passaportes paquistaneses não são válidos para viajar para Israel. |
| 111 | Palau                           | —                               | 2 de outubro de 1994           | |
| 112 | Panamá                          | —                               | 19 de junho de 1948            | |
| 113 | Papua-Nova Guiné                | —                               | 1978                           | |
| 114 | Paraguai                        | 6 de setembro de 1948           | 7 de setembro de 1948          | |
| 115 | Peru                            | —                               | 9 de fevereiro de 1949         | |
| 116 | Filipinas                       | 11 de maio de 1949              | 13 de maio de 1957             | |
| 117 | Polónia                         | —                               | 18 de maio de 1948             | Relações quebradas em 1967, sendo restauradas em fevereiro de 1990. |
| 118 | Portugal                        | 12 de maio de 1977              | [ quando? ]                    | |
| —   | Catar                           | Abril de 1996                   | —                              | Em abril de 1996, o Catar e Israel concordaram em trocar escritórios de representação comercial. Os Escritórios comerciais foram fechados em fevereiro de 2009. |
| 119 | Roménia                         | 11 de junho de 1948             | 12 de junho de 1948            | |
| 120 | Rússia                          | —                               | 17 de maio de 1948             | O reconhecimento se espalhou com a União Soviética. Relacionamentos quebrados em 1967, restaurados em 19 de outubro de 1991. |
| 121 | Ruanda                          | —                               | [ quando? ]                    | Relações quebradas em outubro de 1973, restaurando-as em outubro de 1994. |
| 122 | São Cristóvão e Neves           | —                               | Janeiro de 1984                | Data de estabelecimento das relações diplomáticas. |
| 123 | Santa Lúcia                     | —                               | Janeiro de 1979                | Data de estabelecimento das relações diplomáticas. |
| 124 | São Vicente e Granadinas        | —                               | Janeiro de 1981                | Data de estabelecimento das relações diplomáticas. |
| 125 | Samoa                           | —                               | Junho de 1977                  | Data de estabelecimento das relações diplomáticas. |
| 126 | San Marino                      | —                               | 1 de março de 1995             | |
| 127 | São Tomé e Príncipe             | —                               | Novembro de 1993               | Data de estabelecimento das relações diplomáticas. |
| —   | Arábia Saudita                  | —                               | —                              | Não aceita passaportes israelenses. |
| 128 | Senegal                         | 1960                            | —                              | Relações quebradas em outubro de 1973, restaurando-as em agosto de 1994. |
| 129 | Sérvia                          | 18 de maio de 1948              | 19 de maio de 1948             | O reconhecimento se estendeu como Iugoslávia. Relações Diplomáticas estabelecidas em 9 de outubro de 1991. |
| 130 | Seicheles                       | —                               | Setembro de 1992               | Data de estabelecimento das relações diplomáticas. |
| 131 | Serra Leoa                      | —                               | [ quando? ]                    | Relações quebradas em outubro de 1973, restaurando-as em maio de 1992. |
| 132 | Singapura                       | —                               | 11 de maio de 1969             | Data de estabelecimento das relações diplomáticas. |
| 133 | Eslováquia                      | —                               | 18 de maio de 1948             | Reconhecimento estendido à Checoslováquia. Relações sob a Checoslováquia partiu entre junho de 1967 e fevereiro de 1990. Foram estabelecidas relações diplomáticas com a República Eslovaca em 1º de janeiro de 1993. |
| 134 | Eslovênia                       | —                               | 28 de abril de 1992            | |
| 135 | Ilhas Salomão                   | —                               | Janeiro de 1989                | |
| —   | Somália                         | —                               | —                              | Não aceita passaportes israelenses. |
| 136 | África do Sul                   | 24 de maio de 1948              | 14 de maio de 1949             | |
| 137 | Sudão do Sul                    | —                               | 28 de julho de 2011            | Data de estabelecimento das relações diplomáticas. |
| 138 | Espanha                         | 17 de janeiro de 1986           | [ quando? ]                    | |
| 139 | Sri Lanka                       | 16 de setembro de 1950          | [ quando? ]                    | |
| 140 | Sudão                           | 23 de outubro de 2020           | —                              | Acordo para normalização das relações anunciado em 23 de outubro de 2020. |
| 141 | Suriname                        | —                               | Fevereiro de 1976              | |
| 142 | Essuatíni                       | —                               | Setembro de 1968               | |
| 143 | Suécia                          | 15 de fevereiro de 1949         | 13 de junho de 1950            | |
| 144 | Suíça                           | 28 de janeiro de 1949           | 18 March 1949                  | |
| —   | Síria                           | —                               | —                              | Não aceita passaportes israelenses. |
| 145 | Tajiquistão                     | —                               | Abril de 1992                  | |
| 146 | Tanzânia                        | —                               | [ quando? ]                    | Relações quebradas em outubro de 1973, restaurando-as fevereiro de 1995. |
| 147 | Tailândia                       | 26 de setembro de 1950          | [ quando? ]                    | |
| 148 | Timor-Leste                     | —                               | 29 de agosto de 2002           | |
| 149 | Togo                            | —                               | [ quando? ]                    | Relações quebradas em setembro de 1973, foram restauradas em junho de 1987. |
| 150 | Tonga                           | —                               | Junho de 1977                  | Data de estabelecimento das relações diplomáticas. |
| 151 | Trinidad e Tobago               | Janeiro de 1962                 | —                              | |
| —   | Tunísia                         | 3 de outubro de 1994            | —                              | |
| 152 | Turquia                         | 28 de março de 1949             | 12 de março de 1950            | Em setembro de 2011, a Turquia reduziu os laços com Israel para o segundo nível de secretário. |
| 153 | Turquemenistão                  | —                               | 6 de outubro de 1993           | Data de estabelecimento das relações diplomáticas. |
| 154 | Tuvalu                          | —                               | Julho de 1984                  | Data de estabelecimento das relações diplomáticas. |
| 155 | Uganda                          | —                               | [ quando? ]                    | Relações quebradas em 30 de março de 1972, restaurando-as em julho de 1994. |
| 156 | Ucrânia                         | 11 de maio de 1949              | 26 de dezembro de 1991         | |
| 157 | Emirados Árabes Unidos          | 13 de agosto de 2020            | 15 de setembro de 2020         | Acordo de normalização das relações assinado em 15 de setembro de 2020. |
| 158 | Reino Unido                     | 13 de maio de 1949              | 28 de abril de 1950            | |
| 159 | Estados Unidos                  | 14 de maio de 1948              | 31 de janeiro de 1949          | |
| 160 | Uruguai                         | —                               | 19 de maio de 1948             | |
| 161 | Uzbequistão                     | —                               | 21 de fevereiro de 1992        | Relações diplomáticas completas estabelecidas. |
| 162 | Vanuatu                         | —                               | 16 de dezembro de 1993         | Data de estabelecimento das relações diplomáticas. |
| —   | Venezuela                       | —                               | 27 de junho de 1948            | Relações quebradas em janeiro de 2009. |
| 163 | Vietname                        | —                               | 12 de julho de 1993            | Data de estabelecimento das relações diplomáticas. |
| —   | Iêmen                           | —                               | —                              | Não aceita passaportes israelenses. |
| 164 | Zâmbia                          | —                               | [ quando? ]                    | Relações quebradas em outubro de 1973, restaurando-as em dezembro de 1991. |
| 165 | Zimbabwe                        | —                               | 26 de novembro de 1993         | Data de estabelecimento das relações diplomáticas. |

### Estados não membros das Nações Unidas
| Estado     | Data de reconhecimento | Notas |
| ---------- | ---------------------- | --- |
| Ilhas Cook | 2008                   | |
| Kosovo     | 4 de setembro de 2020  | Kosovo reconhece Israel como parte do acordo de normalização econômica Kosovo-Sérvia em 2020.                       |
| Niue       | 2008                   | |
| Palestina  | 1993                   | Signatário da Resolução de Cartum. Reconhecimento de Israel como parte do Acordo de Oslo I, mas é considerado nulo. |
| Taiwan     | 1 de março de 1949     | |
| Vaticano   | 15 de junho de 1994    | |